# Ashleigh Nelson
Ashleigh Nelson (Stoke-on-Trent, 20 de febrero de 1991) es una deportista británica que compitió en atletismo, especialista en las carreras de relevos.
Ganó dos medallas en el Campeonato Mundial de Atletismo, plata en 2019 y bronce en 2013, y dos medallas en el Campeonato Europeo de Atletismo de 2014.

## Palmarés internacional
| Campeonato Mundial | Campeonato Mundial | Campeonato Mundial | Campeonato Mundial |
| Año                | Lugar              | Medalla            | Prueba             |
| ------------------ | ------------------ | ------------------ | ------------------ |
| 2013               | Moscú (Rusia)      | Medalla de bronce  | 4 × 100 m          |
| 2019               | Doha (Catar)       | Medalla de plata   | 4 × 100 m          |
| Campeonato Europeo |                    |                    |                    |
| Año                | Lugar              | Medalla            | Prueba             |
| 2014               | Zúrich (Suiza)     | Medalla de oro     | 4 × 100 m          |
| 2014               | Zúrich (Suiza)     | Medalla de bronce  | 100 m              |